# Monogononta
Los monogonontos (Monogononta) son una clase de rotíferos, que se encuentran principalmente en aguas dulces pero también en el suelo y entornos marinos. Incluye formas sésiles y móviles. Se conocen unas 1.600 especies repartidas en 95 géneros de monogonontos.
Normalmente cada individuo tiene una única gónada, hecho que los otorga el nombre al grupo. Es común que los machos sólo sean presentes durante una época en el año y después desaparecen. Los rotíferos monogonontos presentan varias estrategias de reproducción entre las que encontramos la partenogénesis cíclica o heterogónica. Los machos generalmente son más pequeños que las hembras.
- Datos: Q138082
- Multimedia: Monogononta / Q138082
- Especies: Monogononta